# Lipa
A Lipa é a unidade divisionária da kuna. A kuna é a moeda oficial da Croácia. Cem lipas perfazem um kuna.